# Modesto Soruco
Modesto Soruco Saucedo (né le 12 février 1966 à San Ignacio de Velasco en Bolivie) est un joueur de football international bolivien, qui évolue au poste de défenseur.

## Biographie

### Carrière en sélection
Avec l'équipe de Bolivie, il dispute 23 matchs (pour aucun but inscrit) entre 1986 et 2003. Il figure notamment dans le groupe des sélectionnés lors des Copa América de 1991 et de 1993.
Il joue également la Coupe du monde de 1994 avec la sélection bolivienne.